# Ольхожемчугов
Ольхожемчугов — хутор в Глушковском районе Курской области. Входит в состав Коровяковского сельсовета.

## География
Хутор находится на реке Волфа (левый приток Ведьмы), в 3 км от российско-украинской границы, в 132 км к юго-западу от Курска, в 15 км к юго-западу от районного центра — посёлка городского типа Глушково, в 5,5 км от центра сельсовета — села Коровяковка.
Улицы
В хуторе улицы: Березовская, Колхозная, Лесная, Раздольная, Советская и Совхозная.
Климат
Ольхожемчугов, как и весь район, расположен в поясе умеренно континентального климата с тёплым летом и относительно тёплой зимой (Dfb в классификации Кёппена).
Часовой пояс
Хутор Ольхожемчугов, как и вся Курская область, находится в часовой зоне МСК (московское время). Смещение применяемого времени относительно UTC составляет +3:00.

## Население
| 2002 | 2010 |
| ---- | ---- |
| 79   | ↘20  |

## Инфраструктура
Личное подсобное хозяйство.

## Транспорт
Ольхожемчугов находится в 5 км от автодороги регионального значения 38К-040 (Хомутовка — Рыльск — Глушково — Тёткино — граница с Украиной), в 2 км от автодороги межмуниципального значения 38Н-052 (Глушково — Веселое — Тёткино), в 8,5 км от ближайшего ж/д остановочного пункта 322 км (линия 322 км — Льгов I) и в 6,5 км от закрытой ж/д станции Волфино (линия Ворожба — Волфино).
В 168 км от аэропорта имени В. Г. Шухова (недалеко от Белгорода).